# Ashvamedha

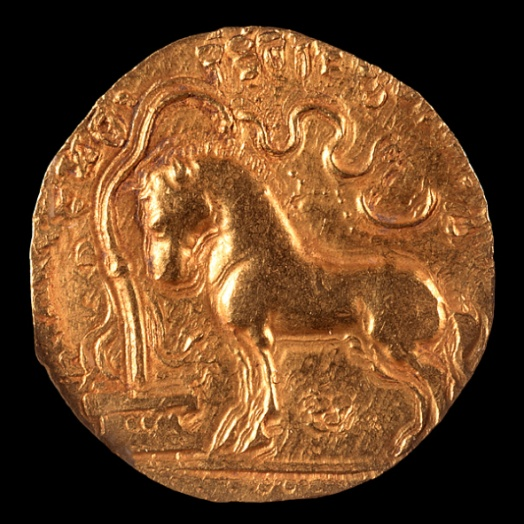
Monnaie de Samudragupta, cheval de l'Ashvamedha

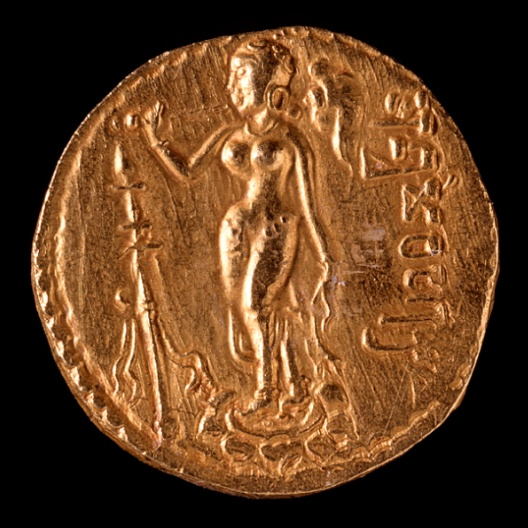
La reine, revers de la monnaie

L'Ashvamedha (en sanskrit devanagari :  अश्वमेध ; IAST : aśvamedha), « sacrifice d'un cheval », était l'un des quatre plus importants rituels traditionnels dans la religion védique. Les deux sources littéraires majeures en ce qui concerne ce sacrifice sont le Shatapatha Brahmana (littéralement le brahmana des cent chemins, recueil d'hymnes et de formules compilé vers 900-700 ACN) ainsi que le Yajur-Véda. Cependant, on retrouve les premières mentions faites à ce rituel dans une source sanskrite bien plus archaïque, le Rig-Véda (notamment dans l'hymne RV. I. 163  et dans celui consacré à Indra RV. VIII. 57).
Symbole de la société indienne, l'Ashvamedha est un sacrifice réservé aux rois qu'ils accomplissent pour étendre leurs possessions, pour obtenir une descendance ou pour expier une faute.

## Étymologie du mot
Le nom ashvamedha tire son origine du mot sanskrit अश्वमेध (translittéré aśvamedha) de même signification.
Ce mot est lui-même composé d'un premier terme ashva (en sanskrit अश्व, signifiant le cheval) et d'un second terme medha (en sanskrit मेध, signifiant le sacrifice sanglant, et plus exactement la victime sacrificielle).

## Déroulement des cérémonies
On dit de ce sacrifice qu'il devait être entrepris et accompli par un roi (appelé Raja, राजा) dans le but d'assurer sa prospérité, la bonne fortune de ses terres ainsi que sa souveraineté sur les provinces voisines. Outre l'immolation même de la bête qui était le point culminant de l'Ashvamedha, les cérémonies qui l'entouraient duraient une année complète.
Le cheval destiné au sacrifice devait être un étalon âgé de plus de 24 ans (selon les sources sanskrites) et est le plus souvent représenté dans l'art et dans l'imaginaire collectif comme étant d'une robe immaculée.
Le cheval nouvellement choisi était d'abord arrosé d'eau puis le roi sacrificateur accompagné d'un Adhvaryu (prêtre officiant dans les sacrifices védiques) lui murmuraient des mantras à l'oreille.
Après cette bénédiction, le cheval était lâché et laissé à errer où il le voulait pour une période allant d'un an à un an et demi (selon les interprétations). Il foulait librement les terres voisines et hostiles au roi sacrificateur et devait alors être accepté et révéré (ou non) par les ennemis. Si l'un des râja dont les terres étaient traversées par le cheval s'emparait de l'animal, c'était le signe d'un refus de suzeraineté et le déclenchement de la guerre. Dans le cas contraire, le râja qui laissait traverser ses terres sans intervenir manifestait sa tacite vassalité.
Ce cheval était suivi par une centaine de jeunes hommes (fils de princes ou de hauts fonctionnaires) chargés de sa protection.
Pendant cette année d'errance, d'autres rites variés étaient accomplis dans la demeure du roi sacrificateur.
Au retour de l'étalon, de nouvelles cérémonies étaient effectuées en présence des vassaux et du nouveau suzerain ; le cheval était attelé à un char doré avec trois autres cavales et l'on récitait un passage du Rig-Véda (RV. I. VI, 1-2). Il était alors entraîné dans l'eau et baigné avant d'être oint de Ghi (beurre clarifié originaire d'Inde et utilisé dans les sacrifices religieux hindous) par la reine et deux autres épouses royales. La reine oignait les avant-quarts tandis que les autres s'occupaient du canon et de la croupe. Elles paraient finalement la tête, le cou et la queue du cheval avec des bijoux et des ornements en or.
D'autres animaux lui étaient enfin liés (dont le nombre et les races diverses sont énumérées dans le Yajur-Véda, VSM. XXIV) et, après ces préparatifs, le cheval était abattu avec les trois autres membres de l'attelage (Yajur-Véda, VSM. XXIII 15).
La reine imitait ensuite l'acte de copulation avec le corps du cheval mort (dans un but symbolique d'assurer la fécondité de cette dernière) tandis que les autres épouses du roi récitaient des formules rituelles.
Les trois reines, avec une centaine d'aiguilles d'or, d'argent et de cuivre indiquaient, tout le long du corps du cheval les lignes qui seraient suivies pour la dissection du cadavre. L'étalon était alors dépecé et ses chairs rôties. Diverses pièces de viandes étaient offertes à une foule de divinités et d'éléments personnifiés (Rig-Véda. I. 162, Yajur-Véda XXIV, 24-44).
Les prêtres officiant à l'Ashvamedha étaient récompensés par une partie du butin amassé lors de la cavale du cheval en terres ennemies.

## Une pratique historique

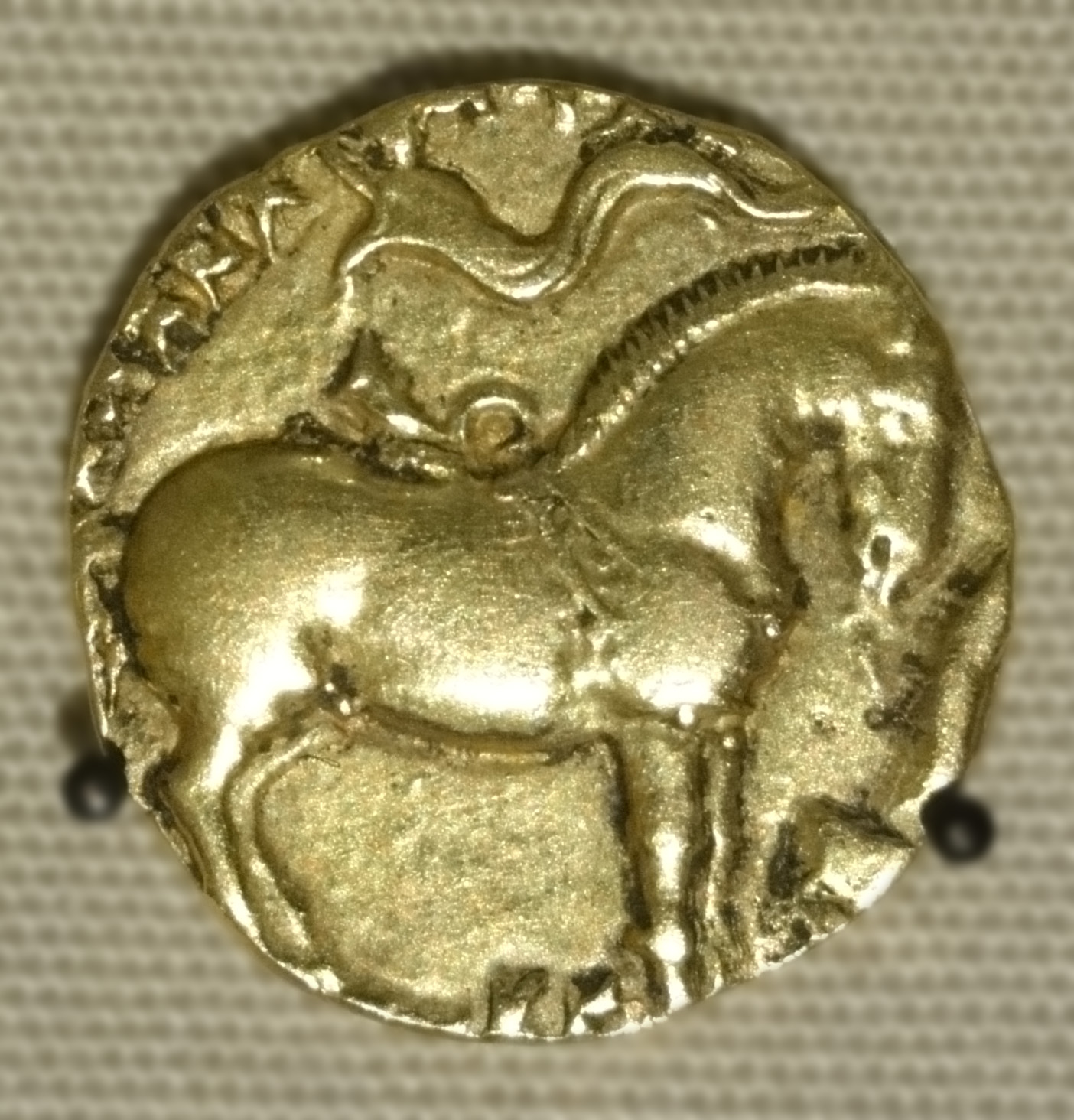
Monnaie d'or commémorant l'ashvamedha de Kumâragupta Ier.

Le rite est décrit dans les textes anciens, comme le Mahābhārata et le Ramayana par exemple. Le premier souverain historique ayant pratiqué l'ashvamedha et dont on garde le souvenir est Pushyamitra Shunga, l'assassin de Brihadratha, le dernier Maurya et le fondateur de la dynastie des Shunga, qui célébra de cette manière sa victoire sur les satrapes grecs.
Plus tard, le souverain Samudragupta (330-380) de la dynastie Gupta réalise ce même rituel, et le fait savoir en frappant des monnaies commémorant cet événement sur l'avers. Un type de pièces d'or de ces rois de l'empire Gupta (Samudragupta et Kumâragupta Ier) commémore leurs sacrifices à Ashvamedha. L'avers montre le cheval oint et décoré pour le sacrifice, debout devant un poteau sacrificiel Yūpa. Il est inscrit « Le roi des rois qui a accompli le sacrifice Vajimedha gagne le ciel après avoir protégé la terre ». Le revers montre une figure debout de la reine, tenant un éventail et une serviette. Il y est inscrit « Assez puissant pour accomplir le sacrifice d'Ashvamedha »
Les grands souverains Chola du XIe siècle l'ont peut-être aussi pratiqué.

## Symbolique du rituel

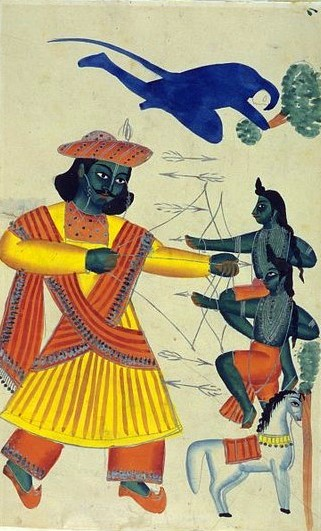
Illustration du Ramayana: Rāma, utilisant des arcs et des flèches, se bat avec ses fils jumeaux (non reconnus) Kusha et Lava pour la possession du cheval de l'Ashvamedha. Le singe dieu Hanuman, représenté avec une fourrure bleue, est vu en vol tenant un arbre qu'il utilise comme arme

Le voyage du cheval était censé symboliser le voyage du Soleil dans le ciel. Partant de là, le roi qui sacrifiait ce cheval passait pour être le seul maître de la Terre, comme le Soleil dominait le Ciel.
Le râja ayant pratiqué le sacrifice du cheval recevait le titre de chakravartin.
Bien que le sacrifice revête une dimension indéniablement religieuse, il est quasi certain qu'il était entrepris de prime abord dans un but d'accroissement de la puissance politique des rois.
Dans le Shatapatha Brahmana, on insiste beaucoup sur le caractère royal du sacrifice. Il est d'ailleurs dit (SB, XIII, IV, 1) : « L'Ashvamedha est le sacrifice des kshatriyas [du sanskrit क्षत्रिय, « qui a le pouvoir temporel »]. »
Sa face intemporelle et éternelle est aussi évoquée dans les mêmes sources qui disent que le seigneur de la création (le Prajapati) a affecté les sacrifices aux divinités, mais qu’en revanche il a conservé l’Ashvamedha pour lui-même (SB, XIII.2.1). Dans un autre passage, il est même dit :
« L’Ashvamedha est le Prajapati. »
 Finalement, sa dimension universelle est exprimée plus tard par la phrase : « L'Ashvamedha est tout. »

## Interprétations

### Mythologie comparée
Dans une étude célèbre, le comparatiste Georges Dumézil compara l'Ashvamedha avec l'October equus, « cheval d'octobre », nom d'une fête religieuse célébrée en l'honneur de Mars dans la Rome antique dont l'aspect principal était le sacrifice du cheval,. Dans le monde celtique, il existe aussi un sacrifice du cheval lié à l'intronisation du roi,.

### Interprétation de l'Arya Samaj
Selon l'Arya Samaj, fondé par Dayananda Saraswati, l'Ashvamedha est considéré comme une allégorie ou un rituel pour s'unir au « Soleil intérieur » (le Prana).
Concernant le rituel Ashvamedha (« offrande du cheval »), Swami Satya Prakash Sarasvatî écrit :

« Dans les termes d'analogie cosmique, ashva est le soleil. (...) Il est identique à Varuna, le Suprême. Le terme Medha est synonyme d'hommage. Il est devenu plus tard synonyme d'oblations, dans la langage du rituel. »

## De nos jours
Il y a encore des Ashvamedha pratiqués en Inde, sans sang versé, mais avec l'effigie d'un cheval adoré : ces interprétations modernes sont sattviques, où les Yajnas sont purs (respectueux de l'Ahimsâ), l'animal étant adoré sans être tué , ce qui concorde avec le végétarisme généralement pratiqué par les Hindous.